# 约特·韦利塔洛
约特·韦利塔洛（瑞典語：Göte Wälitalo，1956年7月18日—），瑞典男子冰球运动员，1973年开始职业生涯。他曾代表瑞典参加1984年冬季奥林匹克运动会冰球比赛，获得一枚铜牌。